# Sciarra Colonna
Sciarra Colonna (de nombre original Giacomo, Sciarra, en el habla popular de la época significaba pendenciero) fue un militar italiano nacido en 1270. Murió hacia 1329, en Modena.

## Historia
Colonna es recordado, sobre todo, porque en septiembre de 1303, junto a Guillermo de Nogaret, canciller del rey Felipe el Hermoso, marchó sobre Roma con trescientos jinetes. Sin embargo, el papa Bonifacio VIII (perteneciente a la familia Caetani, enemiga acérrima de los Colonna, y que estaba de litigios con el monarca galo) no se encontraba allí, sino en Anagni, hacia donde se dirigieron. Ante la pasividad de la gente, arrasaron el pueblo e hicieron prisionero al pontífice. Durante este cautiverio, el miembro de los Colonna le golpeó, suceso que se conoce con el nombre de Ultraje de Anagni (Oltraggio di Anagni).
Todos los implicados en estos hechos fueron excomulgados y emplazados a presentarse ante un tribunal pontificio. La solución fue de compromiso: con una bula se mostró la inocencia del rey francés y Sciarra Colonna y los habitantes de Anagni fueron absueltos, excepto los responsables del saqueo del tesoro papal.
Tras su muerte en Venecia, su cuerpo fue trasladado a Roma y sepultado en la Basílica de Santa María la Mayor.

## Aparición en la obra de Charles Nodier
Ante la falta de datos, se traduce a continuación un fragmento de la novela Franciscus Colonna, de Charles Nodier, por lo cual no pueden ser tomados como hechos verídicos por completo:
Expió cruelmente sus violencias bajo Juan XXII. Fue desterrado a perpetuidad de Roma en 1328, excluido –al igual que sus hijos- de la nobleza y todos sus bienes confiscados en beneficio de Stefano Colonna, su hermano, quien nunca abandonó el partido güelfo. Los descendientes del infortunado Sciarra, como él mismo, se extinguieron en Venecia en una miseria oscura.
- Datos: Q629336
- Multimedia: Sciarra Colonna / Q629336